# 葛振峰
葛振峰（1944年10月—），河北清苑人；中国人民解放军军事学院指挥系毕业，中共高级军事领导人，中国人民解放军上将军衔。1962年6月，入中国人民解放军服役；1965年7月，在军营中加入中国共产党；是中共第十六、十七届中央委员。现任第十一届全国人大常委会委员、全国人大华侨委员会副主任委员；曾任中国人民解放军副总参谋长、总参党委副书记。

## 履历
葛振峰是中共培养的一位职业军人。自1962年入伍后，一直在军队工作；从一个普通士兵做起，逐级爬升；历任排长，作训科参谋，营长，团参谋长，团长，师参谋长，副师长。1981年9月，入中国人民解放军军事学院指挥系学习。
1984年后，历任军副参谋长；第39集团军参谋长；第64集团军军长。1996年11月，任沈阳军区参谋长；1999年1月，升任军区副司令员；在此期间，梁光烈曾任沈阳军区司令。有消息称，两人因工作关系密切。而在1998年抗洪救灾中，葛振峰亲临嫩江前线指挥抗洪，给时任中央军委主席江泽民留下特别印象。
2000年12月，葛振峰转任国防大学副校长；半年后，出任中国人民解放军军事科学院院长；在2002年11月召开的中共十六大上，当选中央委员。此时，梁光烈接任解放军总参谋长，葛振峰即被调任副总参谋长、兼党委副书记；以中将军衔，名列隗福临、钱树根、吴铨叙、熊光楷等上将之前。
2008年，中国灾害不断。无论是1月的南方雪灾，还是5月的汶川大地震，葛振峰都参与指挥军队和武警部队投入抢险救灾。特别是在汶川大地震发生后，葛振峰亲自坐镇指挥唐家山堰塞湖的抢险工作，留下了“你们先走，我断后”的壮语。
葛振峰1990年7月，授少将军衔；1998年，升中将军衔；2004年6月20日，升上将军衔。
2010年2月26日，第十一届全国人大常委会第十三次会议，增选葛振峰为全国人大华侨委员会副主任委员。